# Nyugdíjkalkulátor
A nyugdíjkalkulátor a várható nyugdíj kiszámítására szolgáló eszköz.
A nyugdíj megállapítását az 1997. évi LXXXI. törvény a társadalombiztosítási nyugellátásról c. törvény határozza meg. A nyugdíjkalkulátor ezen törvény alapján számolja a várható nyugdíjat, hivatalos verziója az Országos Nyugdíjbiztosítási Főigazgatóság oldalán található. Az adatok bevitelére 1988.01.01.-től van lehetőség. Használata azoknak ajánlott főként, akik a tárgyévben nyugdíjukat szeretnék kiszámolni. Azok is használhatják akik nem a tárgyéveben vonulnak nyugdíjba, de minél közelebb van valaki a nyugdíjkorhatárhoz, annál pontosabban kalkulálhat. Mindig az adott nyugdíjtörvényt és nyugdíjkorhatárokat veszi figyelembe a nyugdíjkalkulátor. 
Léteznek olyan programok is, amelyek kevesebb adattal nagyságrendileg pontos becslést adnak; ezeket főként azok tudják használni, akiknek még évek, esetleg évtizedek vannak hátra a nyugdíjba vonulásig:
Aegon nyugdíjkalkulátor Archiválva 2017. december 28-i dátummal a Wayback Machine-ben
Számold ki nyugdíjkalkulátor
Tájékozódjon nyugdíjkalkulátor

## Külföldi nyugdíjkalkulátorok
- Egyesült Királyság hivatalos nyugdíjkalkulátora
- Amerikai Egyesült Államok hivatalos nyugdíjkalkulátora